# Demokratska stranka Bocvane
Demokratska stranka Bocvane (skr. BDP) je vladajuća stranka u Bocvani. Njezin predsjednik je potpredsjednik Bocvane Slumber Tsogwane, a simbol je dizalica. Stranka neprekidno vlada Bocvanom od stjecanja neovisnosti od Ujedinjenog Kraljevstva 1966. BDP se ponekad klasificira kao paternalistička konzervativna stranka, a također je konzultativni član Socijalističke internacionale od 2014., grupe koja uključuje mnoge svjetske socijaldemokratske stranke. 
BDP su prvenstveno oblikovala dva njegova osnivača, Sir Seretse Khama i Quett Ketumile Masire. Tradicionalne zajednice Setswane čine bazu stranke, što je dovelo do toga da BDP ostane konzervativni pokret. 
Na parlamentarnim izborima 2019. BDP je osvojila 38 mjesta, čime je nastavio kontrolu nad parlamentom. 

## Povijest
U studenom 1961. Seretse Khama i drugi izaslanici Afričkog savjetodavnog vijeća osnovali su stranku u Lobatseu . U sljedećih nekoliko mjeseci Masire i Khama izradili su nacrt stranačkog ustava, a zatim održali prvi javni sastanak stranke u Gaboroneu 28. veljače 1962. Nakon sastanka, BDP su u sjevernim dijelovima zemlje organizirali Seretse Khama, Amos Dambe, Archelaus Tsoebebe i James G. Haskins . Južne i zapadne regije primarno je organizirao partijski tajnik Quett Masire . Masire je također počeo izdavati stranačke novine, Therisanyo/Consultation, 1963., nadovezujući se na svoja prošla novinarska iskustva. Kao rezultat učinkovite propagande i organiziranja u cijeloj zemlji, BDP je uvjerljivo pobijedio na izborima 1965. godine, osvojivši 28 od 31 mjesta. Tijekom priprema za neovisnost 1966., Khama i Masire formirali su jaki vodeći tim. Ne samo da su se složili oko glavnih političkih odluka, već su također identificirali i regrutirali talente u stranku i vladu.
Sa Seretseom Khamom kao predsjednikom i Quettom Masireom kao potpredsjednikom, Bocvana je napredovala. Rezultat su bili brzi gospodarski rast i mirno, demokratsko društvo.
Sljedeća tri desetljeća BDP je dominirao Narodnom skupštinom, suočavajući se s najviše devet oporbenih zastupnika. Khama je umro 1980., a naslijedio ga je njegov potpredsjednik Quett Masire . Njegov posljednji mandat doveo je u pitanje dominaciju BDP-a po prvi put, s oporbenim kandidatima koji su osvojili 17 od 44 mjesta.
Festus Mogae bio je predsjednik zemlje između 1998. i 2008. godine. Francuski predsjednik Nicolas Sarkozy 20. ožujka 2008. odlikovao ga je Velikim križem Légion d'honneur za njegovo "uzorno vodstvo" u stvaranju Bocvane "uzorom" demokracije i dobrog upravljanja. Mogae je 2008. osvojio nagradu Ibrahim za postignuća u afričkom vodstvu.
Prije uvođenja primarnih izbora 1998., vodstvo BDP-a zadržalo je strogu kontrolu nad odabirom kandidata i financiranjem stranaka. Od tada je primarni sustav (poznat kao "buleladitswe") u kombinaciji sa stalnim frakcijskim sukobima doveo do gubitka sveukupne kohezije i povećane konkurencije za pozicije. Neki, poput osnivača stranke Quetta Masirea, osudili su ovaj novi razvoj i vjerovali da je iskvario stranku. Drugi su tvrdili da je modernizirao stranku i donio nove političke glasove koji bi mogli proširiti njezinu privlačnost u urbanim izbornim jedinicama.
Ian Khama, sin bivšeg predsjednika Sir Seretsea Khame, pridružio se stranci prije općih izbora 1999. godine. Dana 1. travnja 2008., Ian Khama je došao na predsjedničku dužnost kao četvrti predsjednik Republike Bocvane i odrekao se svog predsjedanja Bocvanskom demokratskom strankom. Upražnjeno mjesto tada je preuzeo stranački privrženik i veteran Daniel Kwelagobe. Unatoč ovakvom razvoju događaja, Ian Khama se pomaknuo na stranu Kwelagobea i drugih "Baratha-Phathi" frakcionista u vladi. U svom inauguracijskom govoru Ian Khama iznio je Nacionalnu viziju 2016.
Strankom su 2000-ih upravljale frakcije, a promatrači su predviđali da će se stranka podijeliti ako se ne uvede disciplina. Jednu frakciju (koja se naziva Barata-Phathi ) vodili su Ponatshego Kedikilwe i bivši glavni tajnik Daniel Kwelagobe, dok su dominantnu frakciju (koja sebe naziva The A Team ) predvodili ministri Jacob Nkate i pokojni Mompati Merafhe. A tim su prije vodili predsjednik Festus Mogae i Ian Khama (njegov potpredsjednik). Obojica su se u međuvremenu povukla iz vodećih frakcija, a Khama je na kraju napustio stranku 2018., navodeći kao razlog nepravedno postupanje njegovog nasljednika.
U svibnju 2010. BDP se razdvojio, a osnovan je Bocvanski pokret za demokraciju, koji su predvodili Botsalo Ntuane i drugi ministri parlamenta koji su se protivili političkim odlukama predsjednika Khame.
Na izborima 2014. BDP je osvojio 37 zastupničkih mjesta, što je manja prednost u odnosu na prethodne izbore 2009., ali još uvijek ima većinu u domu od 63 mjesta i 20 mjesta više od sljedeće najveće stranke. Kao rezultat toga, predsjednik Khama zadržao je svoj položaj predsjednika za drugi petogodišnji mandat.
Trenutačni predsjednik Bocvanske demokratske stranke je Slumber Tsogwane.
Dana 1. studenoga 2019. Duma Boko, koji je predvodio bocvansku koaliciju Kišobran za demokratske promjene na općim izborima u Bocvani 2019., optužio je da je došlo do "velikih izbornih razlika" i želi osporiti izbore na sudu. Službeni rezultati pokazuju da je BDP osvojio 38 od 57 izbornih jedinica.

## Značajni članovi
- Gaositwe KT Chiepe
- Ponatshego Kedikilwe
- Mompati Merafhe
- Gospodin Seretse Khama
- Sir Quett Masire
- Phandu Skelemani
- Pelonomi Venson-Moitoi
- Festus Mogae
- Neo Moroka
- Daniel Kwelagobe
- Mokgweetsi Masisi
- Drijemanje Tsogwane